# Artacama benedeni
Artacama benedeni är en ringmaskart som beskrevs av Johan Gustaf Hjalmar Kinberg 1866. Artacama benedeni ingår i släktet Artacama och familjen Terebellidae. Inga underarter finns listade i Catalogue of Life.